# Kalle Anka som hissgrabb
Kalle Anka som hissgrabb (engelska: Bellboy Donald) är en amerikansk animerad kortfilm med Kalle Anka från 1942.

## Handling
Kalle Anka jobbar som piccolo på ett lyxhotell där Svarte Petter och hans son har checkat in. Sonen visar sig göra livet riktigt surt för Kalle, så pass att han blir avskedad från sitt arbete.

## Om filmen
Filmen hade svensk premiär den 5 oktober 1943 på biografen Anglais i Stockholm och visades som förfilm till Disneys långfilm Bambi. Filmen visades den 6 november samma år som separat kortfilm på biografen Spegeln, som också ligger i Stockholm.
Filmen har givits ut på VHS och DVD med titeln Kalle Anka som piccolo och finns dubbad till svenska.

## Rollista
- Clarence Nash – Kalle Anka
- John McLeish – Svarte Petter[7]